# Gzseli
A gzseli a késő karbon földtörténeti kor négy korszaka közül az utolsó volt, amely 303,7 ± 0,1 millió évvel ezelőtt (mya) kezdődött a kaszimovi korszak után, és 298,9 ± 0,15  mya zárult, a perm időszak kora perm korának asszeli korszaka előtt.